# Aérotherme

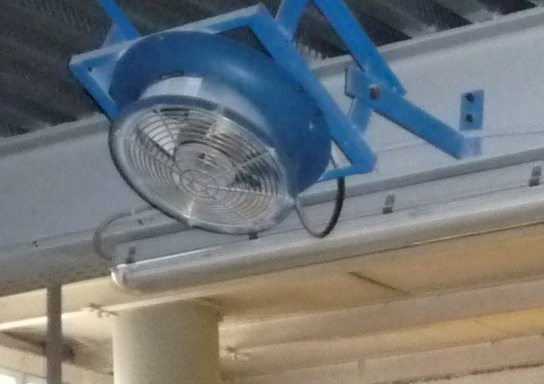

Un aérotherme est un appareil autonome servant à chauffer un espace spécifique.
Cette pièce d'équipement est composée d'un échangeur de chaleur muni d'un ventilateur. La chaleur provient d'un réseau d'eau chaude ou de vapeur, d'un serpentin électrique, ou encore d'un brûleur à gaz dont l'échappement passe à l'intérieur de l'échangeur. L'air pulsé circule à l'extérieur de l'échangeur de l'aérotherme, où il est réchauffé. Le jet d'air chaud est dirigé vers la pièce à chauffer.

## Histoire
L'aérotherme aurait été inventé en 1904 par un certain Henri Arquembourg.

## Aérothermes à gaz
Les aérothermes à gaz sont équipés d'un brûleur de gaz. Ils font partie des systèmes de chauffage décentralisés.
Il existe différents types d'aérothermes à gaz :
- les appareils fonctionnant en tout ou rien : dès la demande de chauffage transmise par un thermostat, l'appareil fonctionne ; dès que la température est atteinte l'appareil s'arrête ;

- les appareils modulants : tant que la température au sol n'est pas atteinte, l'appareil fonctionne. Une seconde sonde mesure la température en hauteur et adapte de façon continue la puissance de l'appareil en fonction de la température de reprise tout au long de son fonctionnement ; l'appareil ajuste son débit de gaz et son air de combustion en permanence selon le besoin, ce qui réduit les consommations énergétiques ainsi que les émissions ;

- les appareils à condensation qui permettent de récupérer l'énergie contenue dans la vapeur d'eau des gaz de combustion. Couplés à un fonctionnement en modulation, ces appareils présentent les meilleurs bilans énergétiques au sein des appareils à air pulsé.